# Falkirk FC
Falkirk FC (Falkirk Football Club) je klub skotské Scottish Premier League, sídlící ve městě Falkirk. Falkirk FC patří k předním klubům Skotska. Klub byl založen roku 1876. Hřištěm klubu je Falkirk Stadium s kapacitou 8 000 diváků.